# Violons d'Ingres
Pour plus de détails, voir Fiche technique et Distribution.
Violons d'Ingres est un court métrage français écrit et réalisé par Jacques-Bernard Brunius, sorti en 1939.

## Violons d'Ingres
Brunius (avec la collaboration de Georges Labrousse) rend hommage aux inventeurs du dimanche, aux adultes restés fidèles aux « rêveries de l'enfance », à travers quelques-uns des plus étonnants représentants de ce que Dubuffet appellera l'art brut. Entre autres mérites, Brunius a fait découvrir le palais idéal du Facteur Cheval à André Breton et à d'autres surréalistes. Ce Parisien installé à Londres à partir de 1940 est l'auteur de très nombreux articles et d'un essai remarqué : En marge du cinéma français .

## Fiche technique
- Réalisation, scénario et commentaires : Jacques B. Brunius
- Musique : Maurice Jaubert
- Image: André Dantan et Éli Lotar
- Effets astronomiques : Dufour
- Montage : Jacques B. Brunius
- Coopérateur technique : Georges Labrousse
- Société de production : Coopérative des artisans d'art du cinéma
- Pays d'origine : France
- Format : Noir et blanc - 35 mm - 1,37:1
- Genre : documentaire
- Durée : 30 minutes
- Date de sortie : 1939, Exposition internationale de New York

## Distribution
- Yves Gladine : voix du commentaire
- Agnès Capri : voix des poèmes
- Georges Méliès, filmé en 1933
- Yves Tanguy : le contrôleur du gaz

## Autour du film
- Sur l'auteur de "Violons d'Ingres": Jean-Pierre Pagliano, "Brunius" (éditions L'Age d'homme, 1987).
- Denise Bellon, belle sœur de Brunius est l'auteur des photographies du film, et a signé avec lui plusieurs articles dans la presse spécialisée autour du Palais idéal du Facteur Cheval.
- Ce film fait partie du patrimoine de la Cinémathèque française et appartient à Yannick Bellon, réalisatrice et productrice, nièce de Brunius.
- Les liens qui ont toujours existé entre Brunius et les Prévert ont permis d'intégrer ce film dans le coffret DVD que Pierre Prévert a consacré à son frère Jacques.
- Georges Méliès fait, dans ce film, sa dernière apparition à l'écran.

« C'est en 1933 que Brunius dit avoir tourné avec Méliès cette séquence de 28 secondes intégrée dans son documentaire présenté, en 1939, au pavillon français de l'Exposition internationale de New York. Filmées par Brunius et Jean Aurenche, ces images - apparemment un  spot publicitaire pour des cigarettes - sont en réalité l'ultime mise en scène de Méliès qui y utilise a deux reprises l’arrêt de la caméra suivi d'une substitution ou d'une disparition. »

— Jacques Malthête, Michel Marie, Georges Méliès, l'illusionniste fin de siècle, Presses de la Sorbonne nouvelle, 1998